# Воук, Виктор
Виктор Воук (англ. Victor Wouk, 27 апреля 1919, Нью-Йорк, Нью-Йорк — 19 мая 2005, Нью-Йорк, Нью-Йорк) — американский учёный, инженер, разработчик электромобилей и гибридных автомобилей.

## Биография
Виктор Воук родился 27 апреля 1919 года в Нью-Йорке в семье эмигрантов из Минска Абрама Исаака Воука и Эстер Левин. Его брат — писатель Герман Воук. В 1939 году получил степень бакалавра в Колумбийском университете. В 1942 году стал доктором философии в Калифорнийском технологическом институте.
В 1959 году участвовал в создании электромобиля Henney Kilowatt.
В 1960-х и 1970-х годах разрабатывал электромобили и гибридные схемы для автомобильного транспорта. Он переоборудовал автомобиль Buick Skylark, установив на него электрический двигатель мощностью 20 кВт и роторный двигатель RX-2 Mazda. Прототип тестировался в Агентстве по охране окружающей среды. Потребление топлива сократилось на 50 %, выхлопы составляли всего 9 % в сравнении с бензиновыми автомобилями того времени.
За эту работу получил прозвище «дедушка американских электромобилей и гибридов».
Воук активно участвовал в стандартизации электромобилей и гибридных автомобилей; он состоял в комитетах IEC TC69 and the ISO TC22 SC21.
Виктор Воук умер от рака в Нью-Йорке 19 мая 2005 года.
Его архивы хранятся в Калифорнийском технологическом институте.